# Faveraye-Mâchelles
Faveraye-Mâchelles est une ancienne commune française située dans le département de Maine-et-Loire, en région Pays de la Loire, devenue le 1er janvier 2016, une commune déléguée de la commune nouvelle de Bellevigne-en-Layon.
La commune se situe dans l'appellation viticole du Coteaux-du-Layon (AOC).

## Géographie
Commune angevine des coteaux du Layon, Faveraye-Mâchelles se situe à l'ouest de Martigné-Briand, sur les routes D 120, Thouarcé - Les Ormeaux, et D 114, Chavagnes.
Son territoire est bordé au Nord et à l'Est par le Layon (rivière) et se situe sur les unités paysagères du plateau des Mauges et du couloir du Layon.

## Histoire
En 2016, les communes de Champ-sur-Layon, Faveraye-Mâchelles, Faye-d'Anjou, Rablay-sur-Layon et Thouarcé se regroupent donnant naissance à la nouvelle commune de Bellevigne-en-Layon.

## Politique et administration

### Administration municipale

#### Administration actuelle
Depuis le 1er janvier 2016, Faveraye-Mâchelles constitue une commune déléguée au sein de la commune nouvelle de Bellevigne-en-Layon et dispose d'un maire délégué.
| Période                                  | Période  | Identité         | Étiquette | Qualité |
| ---------------------------------------- | -------- | ---------------- | --------- | ------- |
| janvier 2016                             | mai 2020 | Patrice Dougé    |           |         |
| mai 2020                                 | en cours | Michelle Michaud |           |         |
| Les données manquantes sont à compléter. |          |                  |           |         |

#### Administration ancienne
| Période                                  | Période          | Identité             | Étiquette   | Qualité                |
| ---------------------------------------- | ---------------- | -------------------- | ----------- | ---------------------- |
| 1804                                     | 1808             | Grolleau             |             |                        |
| 1808                                     | 1815             | Bourgeois            |             |                        |
| 1815                                     | 1815             | René Bourgeois       |             |                        |
| 1815                                     | 1816             | Bourgeois            |             |                        |
| 1816                                     | 1855             | Trou                 |             |                        |
| 1855                                     | 1857             | André Bazantay       |             |                        |
| 1857                                     | 1884             | Jules Cesbron-Lavau  |             | dessinateur            |
| 1884                                     | 1896             | François Bazantay    |             |                        |
| 1896                                     | 1912             | Lucien Bazantay      |             |                        |
| 1912                                     | 1947             | Henri Cesbron-Lavau  |             | conseiller général     |
| 1947                                     | 1971             | Pierre de Saint-Pern |             |                        |
| 1971                                     | 1983             | Alphonse Babin       |             | Militaire              |
| 1983                                     | 1995             | Guilhem Reuiller     |             | Viticulteur            |
| 1995                                     | 2001             | Pierre Morin         |             | Pépiniériste           |
| 2001                                     | mars 2008        | Joël Barré           |             | Agriculteur            |
| mars 2008                                | 31 décembre 2015 | Patrice Dougé        | Républicain | Directeur d'entreprise |
| Les données manquantes sont à compléter. |                  |                      |             |                        |

### Intercommunalité
La commune était membre de la communauté de communes des Coteaux du Layon, elle-même membre du syndicat mixte Pays de Loire en Layon.

### Autres circonscriptions
Jusqu'en 2014, la commune fait partie du canton de Thouarcé et de l'arrondissement d'Angers. Le canton de Thouarcé compte alors dix-sept communes. Dans le cadre de la réforme territoriale, un nouveau découpage territorial pour le département de Maine-et-Loire est défini par le décret du 26 février 2014. Le canton de Thouarcé disparait et la commune est rattachée au canton de Chemillé-Melay, avec une entrée en vigueur au renouvellement des assemblées départementales de 2015.

## Population et société

### Démographie

#### Évolution démographique
L'évolution du nombre d'habitants est connue à travers les recensements de la population effectués dans la commune depuis 1793. À partir du 1er janvier 2009, les populations légales des communes sont publiées annuellement dans le cadre d'un recensement qui repose désormais sur une collecte d'information annuelle, concernant successivement tous les territoires communaux au cours d'une période de cinq ans. 
Pour les communes de moins de 10 000 habitants, une enquête de recensement portant sur toute la population est réalisée tous les cinq ans, les populations légales des années intermédiaires étant quant à elles estimées par interpolation ou extrapolation. Pour la commune, le premier recensement exhaustif entrant dans le cadre du nouveau dispositif a été réalisé en 2007,.
En 2013, la commune comptait 678 habitants, en évolution de +6,77 % par rapport à 2008 (Maine-et-Loire : +3,3 %, France hors Mayotte : +2,49 %).
| 1793 | 1800 | 1806 | 1821 | 1831 | 1836 | 1841 | 1846 | 1851 |
| ---- | ---- | ---- | ---- | ---- | ---- | ---- | ---- | ---- |
| 850  | 715  | 852  | 876  | 929  | 932  | 929  | 982  | 975  |

| 1856 | 1861 | 1866 | 1872 | 1876 | 1881 | 1886 | 1891 | 1896 |
| ---- | ---- | ---- | ---- | ---- | ---- | ---- | ---- | ---- |
| 953  | 931  | 885  | 900  | 886  | 890  | 865  | 783  | 798  |

| 1901 | 1906 | 1911 | 1921 | 1926 | 1931 | 1936 | 1946 | 1954 |
| ---- | ---- | ---- | ---- | ---- | ---- | ---- | ---- | ---- |
| 786  | 802  | 787  | 678  | 666  | 633  | 657  | 646  | 680  |

| 1962 | 1968 | 1975 | 1982 | 1990 | 1999 | 2007 | 2012 | 2013 |
| ---- | ---- | ---- | ---- | ---- | ---- | ---- | ---- | ---- |
| 677  | 590  | 553  | 514  | 487  | 495  | 617  | 660  | 678  |

#### Pyramide des âges
La population de la commune est relativement jeune. Le taux de personnes d'un âge supérieur à 60 ans (20,4 %) est en effet inférieur au taux national (21,8 %) et au taux départemental (21,4 %).
Contrairement aux répartitions nationale et départementale, la population masculine de la commune est supérieure à la population féminine (50,1 % contre 48,7 % au niveau national et 48,9 % au niveau départemental).
La répartition de la population de la commune par tranches d'âge est, en 2008, la suivante :
- 50,1 % d’hommes (0 à 14 ans = 25,6 %, 15 à 29 ans = 12,9 %, 30 à 44 ans = 23,9 %, 45 à 59 ans = 17,2 %, plus de 60 ans = 20,3 %) ;
- 49,9 % de femmes (0 à 14 ans = 24,7 %, 15 à 29 ans = 16,6 %, 30 à 44 ans = 22,7 %, 45 à 59 ans = 15,6 %, plus de 60 ans = 20,4 %).

| Hommes | Classe d’âge | Femmes |
| ------ | ------------ | ------ |
| 0,3    | 90 ans ou +  | 0,6    |
| 8,7    | 75 à 89 ans  | 8,1    |
| 11,3   | 60 à 74 ans  | 11,7   |
| 17,2   | 45 à 59 ans  | 15,6   |
| 23,9   | 30 à 44 ans  | 22,7   |
| 12,9   | 15 à 29 ans  | 16,6   |
| 25,6   | 0 à 14 ans   | 24,7   |

| Hommes | Classe d’âge | Femmes |
| ------ | ------------ | ------ |
| 0,4    | 90 ans ou +  | 1,1    |
| 6,3    | 75 à 89 ans  | 9,5    |
| 12,1   | 60 à 74 ans  | 13,1   |
| 20,0   | 45 à 59 ans  | 19,4   |
| 20,3   | 30 à 44 ans  | 19,3   |
| 20,2   | 15 à 29 ans  | 18,9   |
| 20,7   | 0 à 14 ans   | 18,7   |

## Économie

### Tissu économique
Sur 70 établissements présents sur la commune à fin 2010, 49 % relevaient du secteur de l'agriculture (pour une moyenne de 17 % sur le département), 3 % du secteur de l'industrie, 4 % du secteur de la construction, 40 % de celui du commerce et des services et 4 % du secteur de l'administration et de la santé.

### Viticulture
La commune se situe dans l'aire d'appellation viticole du Coteaux-du-Layon (AOC). Vingt-sept communes du département, bordant la rivière du Layon, constituent l'aire géographique de l'Appellation d'Origine Contrôlée Coteaux du Layon.

## Culture locale et patrimoine

### Lieux et monuments
- Château de l'Assay.
- Église Saint-Pierre-aux-Liens de Faveraye : dès le VIe siècle un lieu de culte fut édifié sur l'emplacement de l'église. Le clocher et les parties les plus anciennes de l'église datent du XIIe siècle. Une charte du 2 juillet 1105 de Pierre II, évêque de Poitiers, confirme aux moines de Saint-Maur la consécration de l'église de la Villa Fabrensis (Faveraye) à Saint Pierre, car l'abbaye en assure le service depuis plus de 30 ans. Le prieuré se trouvait dans les bois de l'Assay (château de). L'église devient simple chapelle par ordonnance épiscopale du 6 mars 1851. Une semaine plus tard le culte est transféré à Mâchelles dans la  nouvelle église. En 1898, on diminue sa surface, on l'ampute de son bas côté et d'une grande partie de sa nef. Le chœur date du XVe siècle et l’autel du XVIIIe.
- Château des Marchais
- L'église Notre-Dame de Mâchelles.
- Le cimetière médiéval[19].
- Le lavoir de Mâchelles.
- Chapelle Notre-Dame des sept douleurs[20].

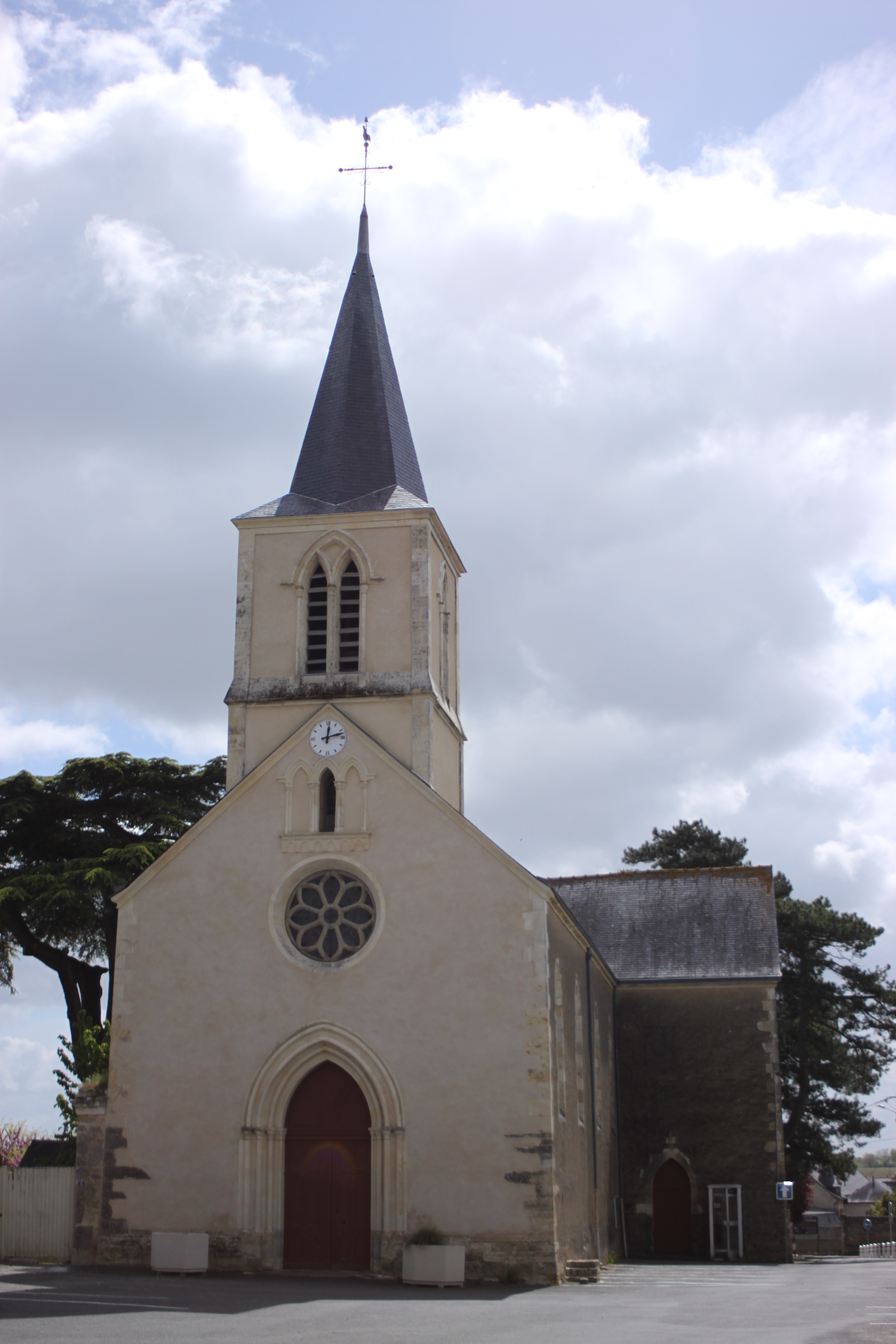
Église Notre-Dame de Mâchelles.
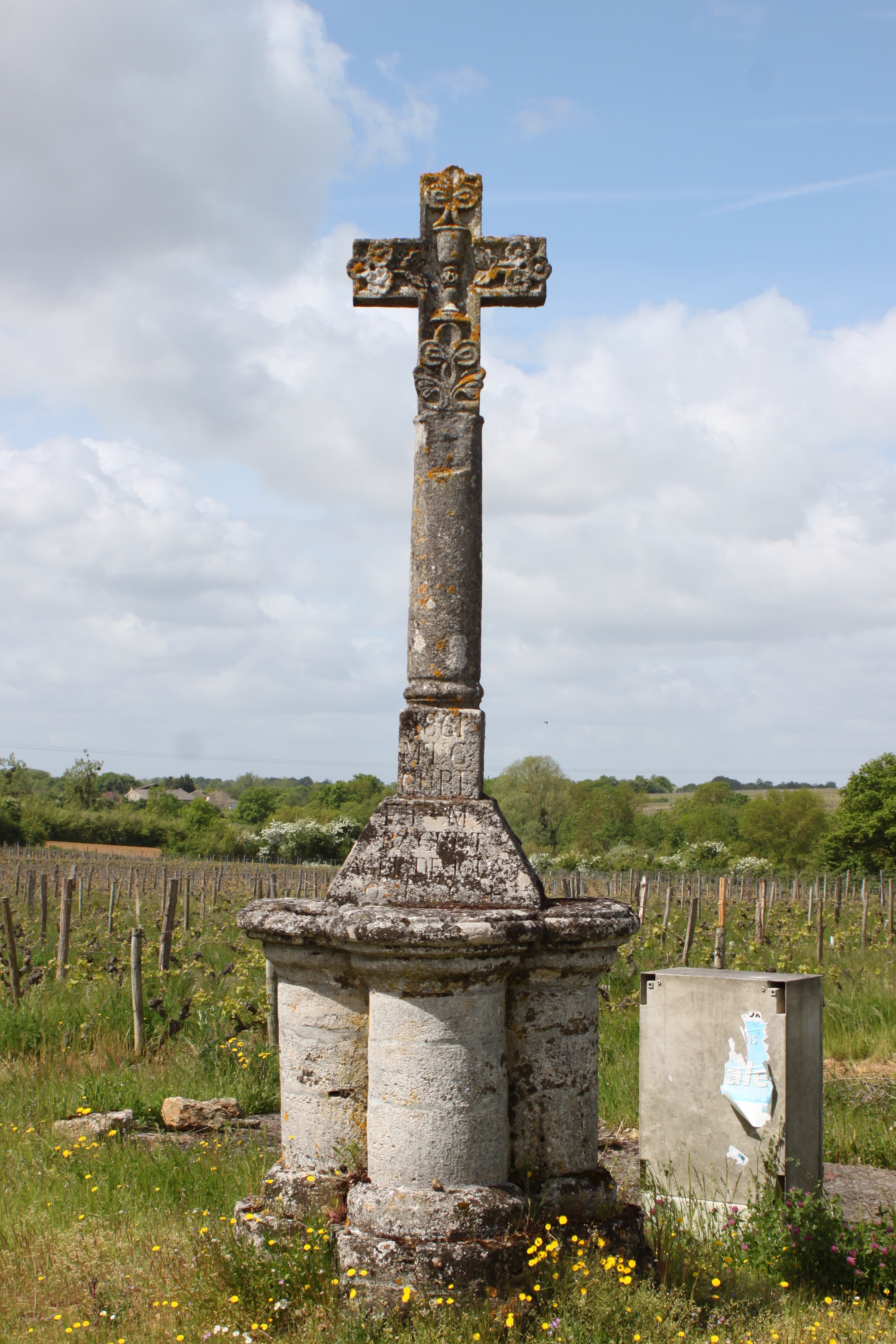
Croix de Mâchelles.
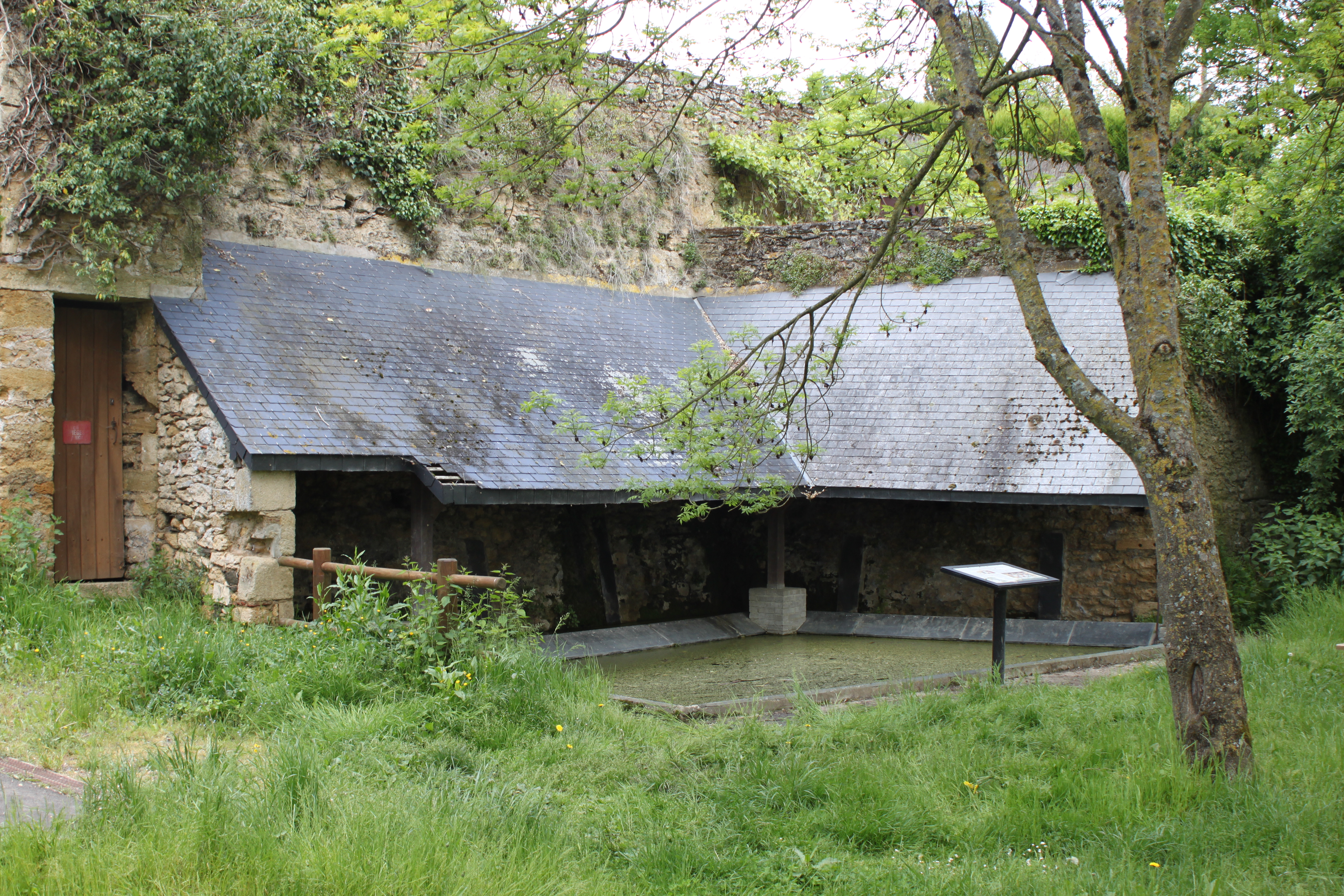
Lavoir de Mâchelles.